# Paulo Garcés
Paulo Andrés Garcés Contreras (Parral, 2 de agosto de 1984) es un futbolista profesional chileno que juega de guardameta en Unión San Felipe de la Primera B de Chile. Además, fue internacional con la selección de Chile desde 2011 hasta 2015.
Es el noveno jugador en la historia del fútbol chileno en defender tanto a Universidad de Chile, como a Colo-Colo y Universidad Católica; el cuarto portero en hacerlo, después de Javier Mascaró, Adolfo Nef y Óscar Wirth; y fue el primer jugador en la historia del fútbol chileno, en ser campeón con estos tres clubes denominados grandes de Chile.

## Trayectoria

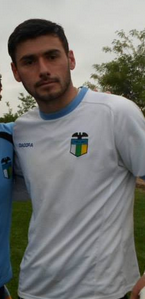
Garcés en O'Higgins.

### Inicios (2002-2008)
Universidad Católica (2003-2004)
Debutó el 1 de diciembre de 2003 contra Santiago Wanderers en el estadio San Carlos de Apoquindo por los Play-offs del Torneo de Clausura 2003 con sólo 19 años.
Cesión a Deportes Puerto Montt (2004)
Tras no tener participación en el Apertura 2004 con Universidad Católica, se va cedido por seis meses a Deportes Puerto Montt por todo el Torneo de Clausura. En el club del sur de Chile tendría gran protagonismo siendo titular en todos los encuentros de la Fase Regular y terminando tercero en el Grupo C detrás de Coquimbo Unido y Unión San Felipe. A pesar de terminar 15° el Clausura juegan el repechaje para tratar de entrar a los Play-Offs contra Everton donde sería vencidos por 1-2 en el Estadio Chinquihue en una llave a partido único.
Segunda etapa en Católica (2005-2007)
Tras su gran nivel en Puerto Montt, volvió a la UC de cara al Torneo de Apertura 2005 siendo el segundo arquero detrás de José María Buljubasich, no jugaría ningún partido en el torneo siendo siempre el suplente de Buljubasich quien pasaba por un buen momento y además logró el récord de 1.352 minutos sin recibir un gol en su valla, además su equipo llegó a semfinales de la Copa Sudamericana 2005 sin pudiendo jugar un partido de titular. Lo mismo le pasaría en el Torneo de Clausura jugando tan sólo un partido por la UC, pero siendo campeón del Clausura tras vencer en la final de los Play-Off a la Universidad dd Chile en una dramática definición a penales.
En el Apertura 2006 sería lo mismo siendo suplente de Buljubasich y jugando solo 2 partidos. Las cosas serían peores para Garcés de cara al Clausura 2006 y Apertura 2007 siendo esta vez el tercer arquero detrás de Buljubasich y Rainer Wirth, no jugando un solo encuentro entre los dos torneos.
Segunda cesión a Puerto Montt (2007)
Tras tener nula participación en el club cruzado se va nuevamente cedido a Puerto Montt por seis meses durante todo el Torneo de Clausura 2007, bajo el mando de Jorge Siviero jugó 15 partidos de 23 posibles. Su equipo terminaría cuarto de quinto en el Grupo C de la Fase regular, sin embargo los puertomontinos terminarían 18° de 21° en la tabla anual, salvándose del descenso por detalles pero teniendo que jugar la liguilla de promoción con Santiago Morning y Deportes Copiapó, finalmente Los "Hijos del temporal" terminarían perdiendo la categoría tras 4-3 contra Copiapó en el norte, teniendo que jugar en la Primera B desde la próxima temporada.
Cesiones a Lobos BUAP y Everton (2008)
Después de su paso por Puerto Montt, fue cedido nuevamente esta vez su destino estaría en la Liga de Ascenso de México, donde sería cedido al Lobos BUAP para disputar el Torneo de Clausura 2008 siendo este su primer y único club fuera de Chile. Nuevamente seguiría sumando experiencia en el profesionalismo siendo el arquero titular del club mexicano que terminó 10° en la tabla general.
Tras su paso por México, partiría nuevamente a una tercera cesión consecutiva yendo esta vez a Everton por seis meses nuevamente y por todo el Clausura 2008, sería titular las seis primeras fechas debutando en el conjunto viñamarino el 9 de julio en el triunfo por 2 a 0 sobre Cobresal en el Estadio Sausalito por la primera fecha del Clausura, tendría buenas actuaciones en los triunfos sobre Católica, U. de Concepción y Universidad de Chile, para la sexta fecha le marcarían 5 goles en la igualdad a 5 contra Deportes La Serena, tras esto el técnico Nelson Acosta lo sacaría del equipo titular siendo reemplazado por Gustavo Dalsasso a pesar de lograr un buen rendimiento en las 5 primeras fechas, de ahí en adelante quedaría relegado al banco de suplente y no vería más acción.

### Regreso a Universidad Católica (2009-2011)

#### Temporada 2009
Tras sus buenas actuaciones en Everton y la salida de José María Buljubasich vuelve a su club formador en 2009, donde peleará por el puesto de titular con los jóvenes arqueros canteranos Cristopher Toselli y Fabián Cerda. Re-Debutó con la "franja" el 22 de febrero de 2009 por la cuarta fecha del Apertura 2009 contra Ñublense en dicho encuentro los cruzados ganarían por la cuenta mínima con gol de Milovan Mirosevic y Garcés recibiría cartulina amarilla. Finalmente su equipo terminaría en el 5° lugar con 27 unidades la Fase regular clasificándose para los Play-Off. Tras meses de no jugar por los cruzados reaparecía justamente en los Play-Off contra Santiago Morning por cuartos de final, jugaría los dos encuentros en las goleadas de la UC por 4-0 y 4-1 (clasificándose a semifinales por un 8-1), en las semifinales se enfrentaron a Unión Española, igualarían 0-0 en ambos partidos de ida y vuelta por lo que definirían al finalista del Apertura en una definición a penales y los hispanos ganarían por 4-2. Gustavo Canales, Rodolfo Madrid, Aníbal Domeneghini y Fernando Cordero anotaron para los hispanos mientras que para los dirigidos por Marco Antonio Figueroa sólo Milovan Mirosevic y Rodrigo Toloza, mientras que Luis Nuñez e Iván Vásquez fallaron sus lanzamientos.
Garcés jugaría sólo 6 encuentros por el Torneo de Apertura y 4 de ellos por los Play-Offs.
De cara al Torneo de Clausura 2009, sería el portero titular tras la lesión de Cristopher Toselli. El 17 de octubre por la decimocuarta del Clausura sería expulsado al minuto 33' en la caída por 4-3 de los cruzados ante Unión Española (La cual sería su única derrota en la fase regular) cuando en ese entonces el marcador iba 1-1, tras esto recibiría una fecha de suspensión quedando excluido del duelo contra Santiago Morning el cual la franja ganaría por 3-0 (Este sería el único que Garcés no jugó por todo el Clausura), el equipo conducido por Marco Antonio Figueroa quedó primero en la fase regular con 38 puntos en 17 fechas ganando 11 partidos, siendo el más goleador (43) y el que menos goles recibió (13). Para Garcés la fase regular del torneo sería excelente jugando 16 partidos de 17 posibles (El único que no jugó fue por suspensión), recibiendo solo 11 goles en su arco y teniendo 7 vallas invictas (Partidos en los que dejó su arco en cero).
En los cuartos de final del Clausura 2009 quedaron situados con Everton la ida jugada en el Estadio Sausalito y los cruzados ganaron por 2-0 con goles de Damián Díaz y Roberto Gutiérrez, la vuelta se jugó en el Estadio San Carlos de Apoquindo y sería un empate a 0, de igual forma la UC avanzaría por un 2-0 global. En las semifinales se enfrentarían a Santiago Morning de Juan Antonio Pizzi quien venía realizando su mejor campaña histórica en la Primera División de Chile, jugaron la ida el 28 de noviembre en el Estadio Monumental donde la UC golearía como visitante por un categórico 3-0 con goles de Jorge Ormeño, Rodrigo Toloza y Roberto Gutiérrez. Cuatro días después jugaron la vuelta en San Carlos de Apoquindo el 2 de diciembre con la Católica ganando nuevamente por 5-3 al Chago, Juan José Morales, Rodrigo Toloza (X2), Damián Díaz y Roberto Gutiérrez anotaron para el equipo de Figueroa, mientras que Reinaldo Navia, Sergio Comba y Diego Rivarola para el de Pizzi.
Jugaron la Final de Clausura 2009 contra Colo Colo, la ida se jugó el 5 de diciembre de 2009 bajó el arbitraje de Carlos Chandia Albos y Cruzados igualaron 2-2 en el Monumental, los albos abrieron la cuenta en la "Ruca" al minuto 9' tras un grave error de Mauricio Zenteno regalándole el balón a Ezequiel Miralles quien se perfiló sólo al arco defendido por Garcés y definió de zurda, al minuto 24' del segundo tiempo Charles Aránguiz hace una clara falta a Milovan Mirosevic en el área y Chandia no dudó en cobrar penal, el mismo Mirosevic se encargó de anotar el 1-1 parcial silenciando el Monumental, cinco minutos después el dueño de casa se puso en ventaja nuevamente tras un autogol de Zenteno quien tuvo una tarde para el olvidó tras desviar un centro de Rodrigo Millar hacia su propio arco, ya en el minuto 89' los cruzados lograrían un agónico 2-2 final tras un centro enviado desde la derecha por Leonel Mena, Hans Martínez marcó la paridad ayudado también de la débil reacción Cristián "El Tigre" Muñoz lográndose llevar un punto de oro de vuelta a San Carlos.
La vuelta se jugó el 9 de diciembre en el Estadio Santa Laura, los cruzados tenían la primera chance de campeonar si igualaban 0-0 o 1-1 o también si ganaban obviamente, en cambio Colo-Colo tenía que ganar para ser campeón del fútbol chileno, el partido no podría empezar mejor para la Católica ya que Rodrigo Valenzuela marcó a los 22 segundos el 1-0 parcial, de ahí en adelante ese despertó a los albos y jugaron cada vez con más intensidad, tanto que al minuto 13' igualaron tras un error de Garcés, Charles Aránguiz marco de cabeza el 1-1 transitorio, veinte minutos después los albos encontraron el 2-1 tras un jugadon de Esteban Paredes, El artillero recibió de espaldas un poco después del círculo central al arco de la UC, le ganó en el mano a mano a David Henríquez, con un túnel se sacó a Hans Martínez y ante la salida de Garcés la colocó abajo, un espectacular golazo del 7 de los albos. Al minuto 65' los cruzados lograron empatar tras tanta insistencia tras un centro de Díaz y el Pájaro Gutiérrez marcó el 2-2 tras floja marca de Magalhaes, sin embargo al minuto siguiente los albos se pusieron arriba en el marcador, porque Paredes nuevamente marcó tras un tiro de esquina y con un cabezazo al ángulo anotó el gol de la desigualdad. Finalmente Cristián Bogado cerró el 4-2 final al minuto 89' que les dio su estrella 29 a los albos.
Garcés fue titular en todos los partidos de los Play-Offs jugando un total de 22 encuentros por el Clausura 2009.

#### Temporada 2010
Tras ser subcampeón del Clausura 2009 se clasificaron a la Copa Libertadores 2010 pero teniendo que empezar desde la Primera fase contra Colón de Argentina, la ida se jugó el 26 de enero en el Estadio El Cementerio de los elefantes en Santa Fe, donde el conjunto sabalero triunfaría por 3-2 siendo este el debut de Garcés en torneos internacionales, la vuelta en Santiago el conjunto chileno ganaría por el mismo marcador y esforzarían a una Definición por penales donde los "cruzados" ganarían por 5-3 clasificándose al Grupo 8 quedando situado con Flamengo, Caracas y la Universidad de Chile.
Debutarían el 24 de febrero contra Flamengo en el Maracaná perdiendo por 2-0 en Brasil, después igualarían 2-2 contra la "U" de local, y en el tercer y cuarto partido, volverían a empatar contra Caracas sorpresivamente de local y visita sumando apenas 3 puntos en 4 fechas, en la quinta fecha vencerían a Flamengo por 2-0 de local teniendo chances todavía de clasificarse a octavos, finalmente empatarían 0-0 contra la U de visitante y quedarían terceros tras el triunfo de Flamengo sobre Caracas.
En el Torneo Nacional 2010 seguiría siendo el "1" de Universidad Católica, este torneo fue distinto a los anteriores Aperturas y Clausuras ya que fue un torneo largo de 34 fechas en el formato todos contra todos con partidos de ida y vuelta, tras la salida de Marco Antonio Figueroa, el seguiría siendo titular con el nuevo técnico Juan Antonio Pizzi hasta la fecha 30 tras el triunfo 3-1 sobre Unión San Felipe de visita, en las últimas cuatro fechas no sería titular sin embargo los "Cruzados" serían campeones del Bicentenario logrando su 10° título en su historia tras golear 5-0 en la última fecha a Everton en el Estadio San Carlos de Apoquindo, en dicho partido Garcés ingresaría al minuto 82' por Cristopher Toselli logrando 74 puntos en 34 fechas, tres más que Colo-Colo. De igual forma sería jugaría 28 partidos de 34 posibles siendo titular el 95% del campeonato.

#### Temporada 2011
Tras ser campeón del Torneo Nacional 2010, la "franja" accedió como Chile 2 a la Copa Libertadores 2011 quedando situado en el Grupo 4 junto a Vélez Sarfield, Unión Española y Caracas FC. Garcés debutaría hasta la fecha 4 en el triunfo por 2-0 sobre Caracas con goles de José Luis Villanueva y Lucas Pratto, después jugaría los últimos 2 partidos del grupo contra Vélez Sarfield (Empate a 0) y Unión Española (Triunfo 2-1) finalmente la Universidad Católica terminaría primero con 11 puntos, uno más que Vélez clasificándose a Octavos de final donde se enfrentarían a Gremio la ida se jugó el 26 de abril en Brasil, específicamente en el Estadio Olímpico de Porto Alegre donde el equipo de Pizzi logró un histórico triunfo por 2-1 con doblete de Lucas Pratto mientras que el gol del conjunto brasileño fue de Douglas, la vuelta se jugó una semana después el 4 de mayo en el Estadio San Carlos de Apoquindo y los cruzados ganarían por la cuenta mínima con gol de Milovan Mirosevic al minuto 85' clasificando a cuartos de final con un global de 3-1 y volviendo a estar entre los 8 mejores de América luego de 14 años.
En cuartos se enfrentaron a Peñarol de Uruguay, la ida fue el 11 de mayo y los "cruzados" por 2-0 en el Estadio Centenario con dos graves errores del portero que terminaron siendo decisivos en la eliminatoria. El 19 de mayo se jugó el encuentro de vuelta (revancha) jugado en el estadio San Carlos de Apoquindo, el técnico Juan Antonio Pizzi le devuelve la confianza al portero y le permite arrancar jugando desde primer minuto ante Peñarol, partido en el cual desarrolló un buen cometido, hasta que a falta de 6 minutos del final, tras un centro de Matias Mier, donde Garcés tuvo una pésima salida, el jugador uruguayo Fabián Estoyanoff convierte el gol que eliminó al conjunto cruzado ganando por dos a uno finalmente pero aun así perdiendo 2-3 el global. Tras esto no volvería a ser considerado por el aquel entonces entrenador Juan Antonio Pizzi, perdiendo la titularidad definitivamente, otro dato es que sólo jugó seis encuentros por el Torneo de Apertura 2011 donde su equipo llegaría a la final cayendo ante la "U" por 1-4 la vuelta tras ganar 2-0 la ida escapandoseles otro campeonato de las manos, en junio de 2011 acaba su contrato con el club y queda como jugador libre.

### Unión La Calera (2011)
En agosto del mismo año, su pase es comprado por la Universidad de Chile, pero es enviado a préstamo por seis meses al club Unión La Calera donde no juega ningún partido del Torneo de Clausura 2011 y paso todo el torneo en la banca a la sombra del referente calerano Lucas Giovini.

### Universidad de Chile (2012-2013)

#### Temporada 2012
Luego del préstamo, Garcés volvió al club dueño de su pase: Universidad de Chile, siendo presentando el 20 de enero junto a las otras incorporaciones azules Raúl Ruidíaz, Pedro Morales, Eduardo Morante, Roberto Cereceda, Emilio Hernández y Júnior Fernandes y el mismo Garcés siendo presentando con la dorsal N.º 12.
El 26 de enero fue se debut con los azules en la Noche Azul en el Estadio Nacional Julio Martínez Pradanos donde la "U" presentó a sus incorporaciones para la temporada 2012 jugando contra el equipo uruguayo Nacional el partido terminó empatado a 1. El gol del elenco universitario fue marcado por Pedro Morales, mediante tiro libre, a 10 minutos del final del partido.
Su debut oficial con los "laicos" fue el 20 de mayo de 2012 por la última fecha de la Fase regular del Apertura 2012 contra Huachipato en el Estadio Santa Laura-Universidad SEK, la U goleó 4-0 con Garcés teniendo una buena actuación como guardameta azul clasificándose como sólido líder con 40 puntos a los Play-Offs, 5 más que su máximo perseguidor O'Higgins, el que se rectificaría al ser tricampeón del fútbol chileno por primera vez en su historia venciendo en la Final del Torneo Apertura 2012 a O"Higgins en dramática tanda de penales, Garcés no jugó más encuentros desde el partido con Huachipato por el Torneo Nacional.
Para el Clausura 2012 sería lo mismo, jugaría sólo 1 encuentro y su equipo terminó siendo eliminado en Cuartos de final a manos de Unión Española.
En la Copa Libertadores 2012 los "Azules" llegaron hasta Semifinales donde cayeron contra Boca Juniors, en esta histórica campaña del cuadro azul Garcés sería banca en todos los partidos, siendo el suplente de Johnny Herrera. Tampoco vio acción ni en la Recopa Sudamericana 2012 y la Copa Suruga Bank 2012 donde la U fue subcampeón en ambos torneos.
El 25 de octubre, Garcés volvió al plano internacional al jugar en la victoria por la cuenta de Universidad de Chile ante Emelec de Ecuador en Octavos de final, haciendo un gran partido, siendo elegido la figura del partido, y permitiendo que clasificaran a la siguiente ronda del torneo luego de empatar 2-2 en Chile, en Cuartos de final quedaron eliminados ante Sao Paulo por un 7-0 global (2-0 en Chile y 5-0 en Brasil).
Donde si tendría protagonismo sería en la Copa Chile 2012-13 jugando 8 encuentros, 6 en Fase de grupos y los 2 restantes en octavos de final, todos los partidos en 2012 y además siendo campeón tras vencer a su exequipo la Universidad Católica en la final donde Paulo fue suplente.

#### Temporada 2013
Debutaría en la Temporada 2013 en la sexta fecha del Torneo de Transición contra Cobresal el día 2 de marzo y los azules ganarían por 3-1, la jornada siguiente volvió a jugar en el triunfo 2-0 sobre Deportes Iquique, debutó en la Copa Libertadores 2013 recién en la última fecha del Grupo 7 contra Deportivo Lara en el Estadio Metropolitano de Lara en Venezuela triunfo azul por 3-2, jugó su tercer partido en el Torneo de Transición 2013 contra Rangers que derrota por 2-1 en el Estadio Nacional Julio Martínez en la última fecha de dicho torneo.

### O'Higgins (2013-2014)
En la pretemporada previa al Apertura 2013, se oficializó su llegada a O'Higgins de Rancagua mediante un trueque, entre el cuadro azul y los rancagüinos, de Garcés con el golero celeste Luis Marín, siendo el golero oficial de O'Higgins para la Temporada 2013/14.
Su debut en el conjunto celeste fue el 16 de julio por la cuarta fecha del Grupo 3 de la Copa Chile 2013-14 contra Audax Italiano en el Estadio La Granja de Curicó, que terminó con derrota por 1-0.
Su debut en el Torneo de Apertura 2013 fue en la tercera fecha también contra Audax Italiano pero esta vez en el Estadio Municipal de La Florida donde audinos y rancagüinos igualaron 1-1 con Garcés teniendo un buen debut por el Torneo Nacional, de ahí en más sería titular en todos los partidos desplazando a Roberto González, siendo una de las figuras del equipo, el 7 de diciembre se jugó la Fecha 17 y última del torneo O'Higgins peleaba palmo a palmo el título con la Universidad Católica, los celeste viajaron hasta la ciudad de Talca específicamente al Estadio Fiscal de Talca para enfrentarse a Rangers, debían ganar y espera que la UC no haga lo mismo, empate o pierda para ser campeón de lo contrario tendría que jugarse una definición, finalmente el "Capo de Provincia" ganaría de forma dramática por 4-3 con gol de penal de la figura del partido Pablo Calandria al minuto 90', pero la Católica también ganaría venciendo por 2-0 a Unión La Calera y tendría que jugarse una definición ya que ambos igualaron con 39 puntos el primer lugar.
Tres días después, el 10 de diciembre se jugó la definición entre "cruzados" y "celestes" en el Estadio Nacional Julio Martínez ante 40 mil espectadores para definir al campeón del Torneo de Apertura y el cupo de "Chile 2" para la Copa Libertadores 2014. El perdedor de este partido de desempate, disputará la "Liguilla Pre-Libertadores" por el cupo de "Chile 3" para la Copa Libertadores 2014, finalmente O'Higgins ganó por la cuenta mínima con solitario gol de Pedro Pablo Hernández al minuto 35' y por ende el conjunto de Rancagua bajó la primera estrella de su historia por torneos nacionales y Garcés fue uno de los artífices ya que jugó 16 partidos de 18 posibles, recibiendo solo 12 goles y siendo figura en varios de ellos, el más destacados la Superfinal contra la UC donde fácil atajó 3 remates que pudieron haber acabado en gol cruzado.
En el torneo siguiente, el cuadro de Eduardo Berizzo igual haría una gran campaña terminando terceros en el Torneo de Clausura 2014 con 30 puntos, 12 menos que el campeón Colo Colo, pero terminaron segundos en la tabla anual detrás de Católica lo que les valdría jugar la Supercopa de Chile 2014 contra el campeón de la Copa Chile 2013-14; Deportes Iquique y serían campeones ganando en penales aquel partido, Garcés no jugó porque estaba convocado para la Selección chilena con miras al Mundial de Brasil. Volviendo al Torneo de Clausura Garcés fue nuevamente el guardián bajo los tres tubos del cuadro celeste jugando 14 partidos de 17.
En el plano internacional volvería a jugar la Copa Libertadores con O'Higgins, algo que el cuadro rancagüino no hacía hace 30 años quedando situado en el Grupo 3 junto con Cerro Porteño, Deportivo Cali y Lanús, debutaron contra Lanús en el Estadio Ciudad de Lanús el día 13 de febrero igualando 0-0 y trayéndose un punto de oro de vuelta a Chile, en la siguiente fecha vencieron por la cuenta mínima a Deportivo Cali en el Estadio Monumental, después en las siguientes dos fechas igualaron 2-2 con Cerro Porteño de local y perdieron 2-1 de visita, en la quinta fecha igualaron uno a uno con Deportivo Cali en el Estadio Olímpico Pascual Guerrero, en la última fecha del grupo se enfrentaron a Lanús en el Estadio El Teniente, el conjunto chileno necesitaba ganar para clasificarse a la siguiente fase pero no lo lograría igualando 0-0 a pesar de jugar un buen partido jugando a buscar el triunfo, mientras que el equipo de Guillermo Barros Schelotto propuso un juego más defensivo y además su guardameta Agustín Marchesín tuvo un gran partido atajando varios goles, quedaron terceros en el Grupo 3 con 7 puntos, detrás de Lanús con 8 y Cerro Porteño con 10, ganando un partido, empatando otros cuatro y perdiendo uno, si bien la campaña del equipo de Berizzo no fue mala lo que le peno fueron los empates (2 de local) y la poca efectividad (5 goles en 6 partidos).

### Colo Colo (2014-2017)
En 2014 fue transferido a Colo-Colo, siendo presentando el 30 de junio, tras desvincularse del club dueño de su pase Universidad de Chile, firmando por tres años y un sueldo de nueve millones de pesos mensuales. Donde tendría la difícil misión de luchar por ser el primer arquero de Colo Colo contra Justo Villar.

#### Temporada 2014/15
Debutó en un partido amistoso ante el Club Olimpia de Paraguay, ingresando en el segundo tiempo por Justo Villar. Su debut oficial con los albos fue el 17 de agosto de 2014, teniendo que ingresar nuevamente en el primer tiempo por lesión de Justo Villar finalmente el compromiso terminó en triunfo de Colo-Colo por 2-0 sobre Unión Española por la quinta fecha del Apertura 2014, con goles de Esteban Paredes y Esteban Pavez. Debutó en la siguiente jornada ante Barnechea, partido que los albos ganaron por 3-0.
En el Apertura 2014 Garcés sólo jugó 2 partidos, 1 de titular y por la Copa Chile 2014-15 jugó 1 partido.
El 4 de febrero de 2015 por el Torneo de Clausura 2015, Garcés tapó un penal a Sergio López en el minuto 92' cuando Colo Colo ganaba por 3-1 a Unión Española por la quinta fecha. En la decimotercera fecha volvió a tapar un penal, ahora a Víctor Hugo Sarabia cuando Colo Colo en ese momento le iba ganando por 1-0 a Cobresal (campeón de ese torneo) finalmente los albos perdieron 2-1 en el Estadio Monumental tras un grave error de Claudio Maldonado,
El 22 de abril los albos jugaban contra Atlético Mineiro en el Estadio Mineirao por la última fecha del Grupo 1 de la Copa Libertadores 2015, y a la vez se jugaban su clasificación a la siguiente etapa, empatando o perdiendo por la cuenta mínima les bastaba para clasificar, esos resultados no se terminaron dando y con Garcés de titular los albos cayeron por 2-0, finalmente quedaron terceros en su grupo con 9 puntos y 1 gol en contra (-1), el 1° sería Independiente Santa Fe con 12 unidades y el 2° Clube Atlético Mineiro con 9 al igual que el equipo chileno pero con un gol a favor (+1).
Por el Clausura 2015 jugó 8 partidos, recibiendo 10 goles y atajando 2 penales, mientras que por la Copa Libertadores de América jugó 3 partidos y atajó 1 penal.

#### Temporada 2015/16
Tras la polémica salida de Héctor Tapia y la llegada de José Luis Sierra, Garcés lograría arrebatarle el puesto a Justo Villar por un tiempo.
El 23 de agosto de 2015 recién en la fecha 4 del Apertura 2015 Garcés chocaría con Rafael Caroca y sufriría una luxación en el hombro izquierdo por lo que tendría que salir al minuto 23' por Justo Villar, el guardameta salió entre lágrimas, esto ocurrió justo cuando estaba consolidándose como titular en el arco del cacique, después de esa lesión Garcés no volvería a recuperar su nivel de ese entonces.
En el Apertura 2015 Colo Colo sería campeón con polémica y solo jugó los primeros 4 partidos estando 293 minutos en cancha, por la Copa Chile 2015 los albos fueron subcampeones y el vería acción en 5 encuentros.
El 2 de abril de 2016 volvió a jugar un partido oficial luego de 8 meses de su luxación en el hombre, los albos enfrentaron a Huachipato por la décima fecha del Torneo de Clausura 2016 en el Estadio Monumental donde igualaron 1-1 y Garcés se vistió de héroe al volver a tapar un penal (su especialidad), al minuto 90+2' adivinando el lado por el que iba a patear Rómulo Otero al palo de la mano izquierda y contuvo además de un poco de ayuda ya que el balón choco en el pórtico izquierdo y salió la pelota. El 7 de abril, hizo su debut en la Copa Libertadores 2016 ante FBC Melgar en Arequipa por la quinta fecha en un duelo que terminó en una sufrida victoria por 2-1 de los albos con doblete de Esteban Paredes, el 10 de abril los albos cayeron por 3-0 ante O'Higgins de visita y cedieron puntos claves en la lucha por el título, dos goles fueron gracias a rebotes de Garcés, en aquel torneo los albos terminaron segundo y el Halcón solo jugó 2 partidos, y en la Libertadores quedaron eliminados en fase de grupos tras igualar a 0 contra Independiente del Valle de local.

#### Temporada 2016/17
Con la renuncia del "Coto" Sierra y la llegada del entrenador argentino Pablo Guede, sumado a las constantes lesiones de Villar, Garcés tomaría más protagonismo para la Temporada 2016/17 aunque cometiendo muchos errores que le terminaron costando caro a Colo Colo y en algunas ocasiones siendo figura.
El 31 de julio de 2016 cometió 2 errores que le costaron la derrota a Colo Colo ante Unión Española por 2-1 en el debut de Pablo Guede, encuentro válido por la primera fecha del Apertura 2016 el primero tras tocar la pelota fuera del área, provocando un tiro libre que fue cambiado por gol de César Pinares y el segundo tras desprotejer el primer palo en mano a mano contra Pablo Galdames.
Por los octavos de final (Ida) de la Copa Chile Garcés cometió un grosero error que le costó la derrota a Colo Colo por 2-1 sobre Huachipato, esto provocó muchas críticas por parte de los hinchas albos y de los periodistas deportivos.
El 30 de octubre a 1 semana del clásico contra Universidad Católica, Garcés cometió nuevamente errores contra San Luis, empataron gracias al triplete de Esteban Paredes (cuando iba perdiendo por 0-3 e igualaron a 3). Esto sembró muchas dudas en torno al rendimiento de Garcés. El 6 de noviembre, Garcés calló las críticas tras tener una notable actuación en el empate 2-2 frente a los cruzados por la undécima fecha, a pesar de que le convirtieron 2 goles, Garcés salvó en varias veces la valla del popular.
El 4 de diciembre el arquero surgido en Católica nuevamente se vistió de héroe y tapó un penal a Maximiliano Ceratto cuando Colo Colo iba ganando por 3-2 a Everton, al final los albos ganaron por 4-2 por la penúltima fecha del Apertura 2016. El 14 de diciembre se jugó la final de la Copa Chile 2016, Colo Colo enfrentó a Everton en el Estadio Nacional Julio Martínez y los albos arrollaron por 4-0 a los viñamarinos con goles de Esteban Paredes (2), Octavio Rivero y Ramón Fernández.
Por el Torneo de Apertura 2016 jugó 9 encuentros yendo de menos a más y por la Copa Chile 2016 jugó 5 duelos siendo campeón.
El 4 de marzo de 2017 ingresó al minuto 80' por la lesión de su compañero Justo Villar en el triunfo por 2-0 sobre la Universidad Católica por la quinta fecha del Torneo de Clausura, Villar sufrió una lesión en la rodilla izquierda, presentando rotura del ligamento cruzado posterior lo que lo tuvo de baja por 7 meses por lo que Garcés tendría que hacerse cargo del arco colocolino pero no haría buenas presentaciones cometiendo errores en partido claves y contándole a veces la victoria a Colo-Colo, en la siguiente fecha los albos jugaron contra Santiago Wanderers en el Estadio Elías Figueroa Brander, ganaron 2-0 con goles de Iván Morales y Andrés Vilches, pero en este encuentro Garcés mostraría inseguridad tras tener un grueso error al minuto 15' luego de mala salida y Javier Parraguez con el arco vacío, fallo lo que pudo haber sido el empate caturro.
Dos fechas después, en la octava jornada los albos perdieron la punta del campeonato tras caer 3-2 contra Deportes Iquique en el Estadio Cavancha y con Garcés como gran protagonista, los albos iban ganando por 1-0 con gol de Octavio Rivero, todo iba bien para el equipo de Guede hasta que al minuto 23' y luego de una mala salida de Garcés, Gonzalo Bustamante anotó el 1-1 transitorio. El 8 de abril se jugó el Superclásico 181 entre Universidad de Chile y Colo Colo en el Estadio Nacional Julio Martínez, si bien no tuvo un mal debut en un "superclásico" (Mando al córner un remate potente de Espinoza tras felina reacción al 30') cometió un error que fue clave en el marcador al minuto 62' tras un centro de Franz Schultz, Felipe Mora cabeceo venciendo a un débil Garcés, a quién se le escapó el balón para marcar el 2-1, luego Octavio Rivero marcaría su segundo personal con complicidad de Johnny Herrera y el partido terminaría 2-2, en la fecha siguiente se enfrentaron a Universidad de Concepción en el Monumental y el "cacique" goleó 3-0 con goles de Rivero y doblete de Paredes con Garcés volviendo a tener un buen partido después de mucho tiempo, el día siguiente renovaría su contrato hasta junio de 2019 recibiendo un sueldo mensual de 15 millones de pesos aproximado, la confianza le duraría una fecha nomás porque en la siguiente cometiendo otro error que significó la derrota por 1-0 sobre San Luis tras un mal rechazo del golero Ignacio Lara anotó el solitario gol canario al minuto 45+2'.
Tras esto, Guede decidiría sacarlo del equipo argumentando que: "cuando vi que no podía revetir la situación decidió sacarlo del equipo" y pondría al tercer arquero Álvaro Salazar para los cuatro duelos restantes, finalmente en la fecha 14 del Torneo de Clausura los albos igualarían 1-1 contra Deportes Antofagasta de local cediéndole el título a la Universidad de Chile.
Jugó 7 partidos, recibiendo 6 goles y cometiendo errores claves contra Deportes Iquique, Universidad de Chile y San Luis de Quillota que terminaron costándole el título a Colo-Colo.

### Deportes Antofagasta
Rescindió su nuevo contrato con Colo-Colo solo 2 meses después de renovar debido a que no sería considerado por Pablo Guede para el próximo torneo y luego de recibir amenazas de hinchas de Colo Colo. El 23 de junio de 2017 tras salir polémicamente firma hasta finales de 2018 con Deportes Antofagasta.
Su debut en el cuadro puma fue el 16 de julio contra Cobreloa en el Estadio Zorros del Desierto ganando por la cuenta mínima por la Primera Fase de la Copa Chile 2017, debutó en el Torneo de Transición 2017 el 30 de julio contra su exequipo Colo-Colo en el Estadio Monumental teniendo una gran actuación en la igualdad 0-0 en Pedrero.

## Vida personal
Está casado con la modelo Joyce Castiblanco con quien tiene cuatro hijos: Florencia, Benjamín, Paulo y Valentino
Tiene dos hermanos, Óscar y Miguel, ambos famosos por participaciones en programas de televisión. Es primo del cantante Andrés de León.

## Selección nacional
Bajo la dirección técnica de Marcelo Bielsa, debutó en la selección chilena el 22 de enero de 2011, en un encuentro amistoso disputado ante Estados Unidos, el cual terminaría igualado 1-1.
En junio de 2011, fue incluido por Claudio Borghi en la nómina de 23 jugadores que disputaría Copa América del mismo año. Para dicho torneo, el entonces portero de Universidad Católica, fue llamado como tercer arquero, tras Claudio Bravo y Miguel Pinto. Su selección quedó eliminada en cuartos de final, tras perder 1-2 ante Venezuela, y el jugador no ingresó en ningún encuentro.
El 31 de mayo de 2015, y tras la baja por lesión de Cristopher Toselli, Jorge Sampaoli lo incluyó en el listado final de jugadores que disputaría la Copa América 2015 celebrada en nuestro país. Finalmente, Chile se coronó campeón de dicho certamen, aunque el jugador no disputó ningún partido.
Su última nominación con la Selección de Fútbol de Chile se produjo el 7 de septiembre de 2016 cuando ganaron por secretaría a la Selección de Fútbol de Bolivia por un jugador no nacionalizado Boliviano ganó Chile 3-0 por las Clasificatorias para el Mundial Rusia 2018.

#### Participaciones en Clasificatorias a Copas del Mundo
| Eliminatorias             | País   | Resultado   | Posición | Partidos | Goles |
| ------------------------- | ------ | ----------- | -------- | -------- | ----- |
| Eliminatorias Brasil 2014 | Brasil | Clasificado | 3.º      | 0        | 0     |
| Eliminatorias Rusia 2018  | Rusia  | Eliminado   | 6.º      | 0        | 0     |

#### Participaciones en Copas América
| Copa              | Sede      | Resultado        | Partidos | Goles |
| ----------------- | --------- | ---------------- | -------- | ----- |
| Copa América 2011 | Argentina | Cuartos de final | 0        | 0     |
| Copa América 2015 | Chile     | Campeón          | 0        | 0     |

### Partidos internacionales
Actualizado hasta el 22 de enero de 2011.
| 1     | 22 de enero de 2011 | StubHub Center, Carson, Estados Unidos | Estados Unidos | 1 - 1 | Chile |   | Amistoso |
| Total | Total               | Total                                  | Presencias     | 1     | Goles | 0 |          |

## Participaciones internacionales
| Club                         | Año  | Competencia                                                              | Resultado                               |
| ---------------------------- | ---- | ------------------------------------------------------------------------ | --------------------------------------- |
| Universidad Católica · Chile | 2003 | Copa Sudamericana                                                        | Segunda Fase                            |
| Universidad Católica · Chile | 2005 | Copa Sudamericana                                                        | Semifinales                             |
| Universidad Católica · Chile | 2006 | Copa Libertadores                                                        | Fase de grupos                          |
| Universidad Católica · Chile | 2010 | Copa Libertadores                                                        | Fase de grupos                          |
| Universidad Católica · Chile | 2011 | Copa Libertadores                                                        | Cuartos de final                        |
| Universidad de Chile · Chile | 2012 | Copa Libertadores Copa Suruga Bank Recopa Sudamericana Copa Sudamericana | Semifinales Subcampeón Cuartos de final |
| Universidad de Chile · Chile | 2013 | Copa Libertadores                                                        | Fase de grupos                          |
| O'Higgins · Chile            | 2014 | Copa Libertadores                                                        | Fase de grupos                          |
| Colo Colo · Chile            | 2015 | Copa Libertadores                                                        | Fase de grupos                          |
| Colo Colo · Chile            | 2016 | Copa Libertadores                                                        | Fase de grupos                          |
| Colo Colo · Chile            | 2017 | Copa Libertadores                                                        | Segunda fase                            |
| Deportes Antofagasta · Chile | 2019 | Copa Sudamericana                                                        | Primera Fase                            |

## Estadísticas
Actualizado al último partido disputado el 24 de mayo de 2021.
| Universidad Católica · Chile                                                                                      | 1.ª           | 2003          | 1   | 0    | —  | —   | —  | —   | 1   | 0    | 0.0  |
| D. Puerto Montt · Chile                                                                                           | 1.ª           | 2004          | 18  | -22  | —  | —   | —  | —   | 18  | -22  | 1.22 |
| Universidad Católica · Chile                                                                                      | 1.ª           | 2005          | 1   | 0    | —  | —   | —  | —   | 1   | 0    | 0.0  |
| Universidad Católica · Chile                                                                                      | 1.ª           | 2006          | 3   | -1   | —  | —   | —  | —   | 3   | -1   | 0.33 |
| Universidad Católica · Chile                                                                                      | 1.ª           | 2007          | —   | —    | —  | —   | —  | —   | 0   | 0    | 0.0  |
| D. Puerto Montt · Chile                                                                                           | 1.ª           | 2007          | 13  | -17  | —  | —   | —  | —   | 13  | -17  | 1.31 |
| D. Puerto Montt · Chile                                                                                           | Total club    | Total club    | 31  | -39  | 0  | 0   | 0  | 0   | 31  | -39  | 1.26 |
| Lobos de la BUAP · México                                                                                         | 2.ª           | 2008          | 17  | -16  | —  | —   | —  | —   | 17  | -16  | 0.94 |
| Lobos de la BUAP · México                                                                                         | Total club    | Total club    | 17  | -16  | 0  | 0   | 0  | 0   | 17  | -16  | 0.94 |
| Everton · Chile                                                                                                   | 1.ª           | 2008          | 6   | -8   | —  | —   | —  | —   | 6   | -8   | 1.33 |
| Everton · Chile                                                                                                   | Total club    | Total club    | 6   | -8   | 0  | 0   | 0  | 0   | 6   | -8   | 1.33 |
| Universidad Católica · Chile                                                                                      | 1.ª           | 2009          | 28  | -23  | —  | —   | —  | —   | 28  | -23  | 0.82 |
| Universidad Católica · Chile                                                                                      | 1.ª           | 2010          | 28  | -31  | 1  | -3  | 8  | -10 | 37  | -44  | 1.19 |
| Universidad Católica · Chile                                                                                      | 1.ª           | 2011          | 6   | -6   | —  | —   | 7  | -5  | 13  | -11  | 0.85 |
| Universidad Católica · Chile                                                                                      | Total club    | Total club    | 67  | -61  | 1  | -3  | 15 | -15 | 83  | -79  | 0.95 |
| Unión La Calera · Chile                                                                                           | 1.ª           | 2011          | —   | —    | —  | —   | —  | —   | 0   | 0    | 0.0  |
| Unión La Calera · Chile                                                                                           | Total club    | Total club    | 0   | 0    | 0  | 0   | 0  | 0   | 0   | 0    | 0.0  |
| Universidad de Chile · Chile                                                                                      | 1.ª           | 2012          | 2   | 0    | 8  | -9  | 1  | 0   | 11  | -9   | 0.82 |
| Universidad de Chile · Chile                                                                                      | 1.ª           | 2013          | 3   | -3   | —  | —   | 1  | -2  | 4   | -5   | 1.25 |
| Universidad de Chile · Chile                                                                                      | Total club    | Total club    | 5   | -3   | 8  | -9  | 2  | -2  | 15  | -14  | 0.93 |
| O'Higgins · Chile                                                                                                 | 1.ª           | 2013-14       | 30  | -22  | 2  | -2  | 6  | -5  | 38  | -29  | 0.76 |
| O'Higgins · Chile                                                                                                 | Total club    | Total club    | 30  | -22  | 2  | -2  | 6  | -5  | 38  | -29  | 0.76 |
| Colo-Colo · Chile                                                                                                 | 1.ª           | 2014-15       | 10  | -10  | 1  | -3  | 3  | -5  | 14  | -18  | 1.29 |
| Colo-Colo · Chile                                                                                                 | 1.ª           | 2015-16       | 6   | -8   | 5  | -6  | 1  | -1  | 12  | -15  | 1.25 |
| Colo-Colo · Chile                                                                                                 | 1.ª           | 2016-17       | 16  | -20  | 5  | -2  | —  | —   | 21  | -22  | 1.05 |
| Colo-Colo · Chile                                                                                                 | Total club    | Total club    | 32  | -38  | 11 | -11 | 4  | -6  | 47  | -55  | 1.17 |
| Deportes Antofagasta · Chile                                                                                      | 1.ª           | 2017          | 15  | -13  | 5  | -3  | —  | —   | 20  | -16  | 0.8  |
| Deportes Antofagasta · Chile                                                                                      | 1.ª           | 2018          | 24  | -25  | —  | —   | —  | —   | 24  | -25  | 1.04 |
| Deportes Antofagasta · Chile                                                                                      | 1.ª           | 2019          | 6   | -11  | 2  | -3  | —  | —   | 8   | -14  | 1.75 |
| Deportes Antofagasta · Chile                                                                                      | Total club    | Total club    | 45  | -49  | 7  | -6  | 0  | 0   | 52  | -55  | 1.06 |
| Curicó Unido · Chile                                                                                              | 1.ª           | 2020          | 16  | -22  | 0  | 0   | 0  | 0   | 16  | -22  | 1.38 |
| Curicó Unido · Chile                                                                                              | Total club    | Total club    | 16  | -22  | 0  | 0   | 0  | 0   | 16  | -22  | 1.38 |
| San Luis de Quillota · Chile                                                                                      | 2.ª           | 2021          | 6   | -9   | 0  | 0   | 0  | 0   | 6   | -9   | 1.5  |
| San Luis de Quillota · Chile                                                                                      | Total club    | Total club    | 6   | -9   | 0  | 0   | 0  | 0   | 6   | -9   | 1.5  |
| Deportes Valdivia · Chile                                                                                         | 3.ª           | 2021          | 8   | -9   | 0  | 0   | 0  | 0   | 8   | -9   | 1.5  |
| Deportes Valdivia · Chile                                                                                         | Total club    | Total club    | 8   | -9   | 0  | 0   | 0  | 0   | 8   | -9   | 1.5  |
| Total carrera | Total carrera | Total carrera | 255 | -267 | 29 | -31 | 27 | -28 | 311 | -326 | 1.05 |
| (1) Incluye datos de Copa Chile y Supercopa de Chile. (2) Incluye datos de Copa Sudamericana y Copa Libertadores. |               |               |     |      |    |     |    |     |     |      |      |

## Palmarés

### Campeonatos nacionales
| Título             | Equipo                    | País  | Año     |
| ------------------ | ------------------------- | ----- | ------- |
| Primera División   | C.D. Universidad Católica | Chile | 2005-C  |
| Primera División   | C.D. Universidad Católica | Chile | 2010    |
| Primera División   | Universidad de Chile      | Chile | 2012-A  |
| Copa Chile         | Universidad de Chile      | Chile | 2012-13 |
| Primera División   | C.D. O'Higgins            | Chile | 2013-A  |
| Supercopa de Chile | C.D. O'Higgins            | Chile | 2014    |
| Primera División   | C.S.D Colo-Colo           | Chile | 2015-A  |
| Copa Chile         | C.S.D Colo-Colo           | Chile | 2016    |

### Campeonatos internacionales
| Título         | Club               | Temporada |
| -------------- | ------------------ | --------- |
| Copa América * | Selección de Chile | 2015      |

(*) A pesar de no jugar ningún partido, se coronó campeón siendo parte del plantel.

### Distinciones individuales
| Distinción                                          | Año  |
| --------------------------------------------------- | ---- |
| Parte del Equipo Ideal de la Copa Sudamericana 2012 | 2012 |
| Jugador Experto Easy del año                        | 2013 |
| Medalla Santa Cruz de Triana                        | 2013 |